# Marceli Barciński
Marceli Barciński (ur. 5 kwietnia 1881 w Łodzi, zm. 15 listopada 1929 w Warszawie) – przemysłowiec, działacz gospodarczy, społeczny i oświatowy, dziennikarz i literat.

## Życiorys
Był synem Salomona i Róży (Ruchli) Birnbaum, bratem Henryka i Stefana.
Po ukończeniu gimnazjum w Łodzi (1900) studiował na wydziale filologii, literatury i sztuki uniwersytetu w Lipsku i tam uzyskał doktorat z filozofii. Wrócił do Łodzi, gdzie rozpoczął pracę w rodzinnym przedsiębiorstwie „Przemysł Wełniany S. Barciński i S-ka”.
Angażował się w działania w organizacjach gospodarczych: w 1913 r. został sekretarzem Sekcji Przemysłu Włóknistego przy oddziale łódzkim Towarzystwa Popierania Rosyjskiego Przemysłu i Handlu, po odzyskaniu niepodległości przekształconej w 1919 r. w Związek Przemysłu Włókienniczego w Państwie Polskim i wtedy został dyrektorem biura Związku. W 1920 r. jako Kierownik Związku umieszczony w Informatorze m. Łodzi na 1920 r..
Zasiadał w radach nadzorach i zarządach kilku łódzkich instytucji finansowych, m.in.: Komitetu Giełdowego i Banku Handlowo-Przemysłowego w Łodzi. Był członkiem Komitetu Celnego przy Ministerstwie Przemysłu i Handlu, współorganizatorem pawilonu włókienniczego na Powszechnej Wystawie Krajowej w Poznaniu w 1929 r., członkiem delegacji, które z upoważnienia rządu polskiego prowadziły rozmowy z zagranicznymi wierzycielami polskiego włókiennictwa w celu zmniejszenia i rozłożenia zobowiązań na dogodne raty.
Był działaczem Towarzystwa Muzeum Nauki i Sztuki w Łodzi oraz Polskiego Towarzystwa Teatralnego w Łodzi (założonego w 1900 r.) – w 1920 r. był skarbnikiem, działaczem oświatowym członkiem Rady Opiekuńczej Gimnazjum Zgromadzenia Kupców w Łodzi i członkiem Automobilklubu Łódzkiego.
Znany był również jako mecenas sztuk pięknych. Przejawiał także zdolności literackie, napisał sztuki: Niewolnice (1902) i Godzina wspomnień (1903) a na łamach łódzkich gazet publikował recenzje teatralne.
Zginął 15 listopada 1929 r. w wypadku samochodowym w Warszawie. Pochowany został na cmentarzu żydowskim „nowym” w Łodzi przy ul. Brackiej.

## Ordery i odznaczenia
- Krzyż Oficerski Orderu Odrodzenia Polski (30 kwietnia 1925)[5]

## Rodzina
Był żonaty z Alicją Elsner, miał dwóch synów: Seweryna Karola (ur. 1904) i Jana (ur. 1913).